# Zhangzhi
Zhangzhi (kinesiska: 涨峙) är en ö i Kina. Den ligger i provinsen Zhejiang, i den östra delen av landet, omkring 250 kilometer öster om provinshuvudstaden Hangzhou.
Genomsnittlig årsnederbörd är 1 739 millimeter. Den regnigaste månaden är juni, med i genomsnitt 327 mm nederbörd, och den torraste är januari, med 59 mm nederbörd.